# Лейва (Колумбия)
Лейва (исп. Leiva) — город и муниципалитет на юго-западе Колумбии, на территории департамента Нариньо. Входит в состав провинции Ла-Кордильера.

## История
Поселение, из которого позднее вырос город, было основано в 1901 году. Муниципалитет Лейва был выделен в отдельную административную единицу 3 ноября 1924 года.

## Географическое положение

Муниципалитет Лейва

Город расположен в северо-восточной части департамента, в предгорьях Западной Кордильеры, к западу от реки Патия, на расстоянии приблизительно 77 километров к северу от города Пасто, административного центра департамента. Абсолютная высота — 1561 метр над уровнем моря.
Муниципалитет Лейва граничит на северо-западе с территорией муниципалитета Эль-Чарко, на юге и юго-западе — с муниципалитетом Эль-Росарио, на востоке и северо-востоке — с территорией департамента Каука. Площадь муниципалитета составляет 374,2 км².

## Население
По данным Национального административного департамента статистики Колумбии, совокупная численность населения города и муниципалитета в 2024 году составляла 10 207 человек.
Динамика численности населения муниципалитета по годам:
| 2005   | 2010   | 2015   | 2020   | 2021   | 2022   | 2023   | 2024   |
| ------ | ------ | ------ | ------ | ------ | ------ | ------ | ------ |
| 11 785 | 12 836 | 10 201 | 13 849 | 10 006 | 10 078 | 10 144 | 10 207 |

Согласно данным переписи 2005 года мужчины составляли 52,2 % от населения Лейвы, женщины — соответственно 47,8 %. В расовом отношении белые и метисы составляли 98,7 % от населения города; негры, мулаты и райсальцы — 1,2 %; индейцы — 0,1 %.
Уровень грамотности среди всего населения составлял 81,9 %.

## Экономика
57,1 % от общего числа городских и муниципальных предприятий составляют предприятия торговой сферы, 33,6 % — предприятия сферы обслуживания, 4,2 % — промышленные предприятия, 5 % — предприятия иных отраслей экономики.